# Català vilanoví
El català vilanoví és una variant del català oriental central que es parla a la ciutat de Vilanova i la Geltrú. La característica fonètica principal i fonamental d'aquest dialecte és la pèrdua de distinció entre vocals obertes i tancades, és a dir, el timbre obert de les vocals tòniques [ɛ] i [ɔ] és realitzat com a tancat: [e], [o], tal com ocorre amb el català septentrional. Aquest fenomen és estès tant entre la població més jove com entre la més vella.